# إيه تو إيه (بروتوكول)
بروتوكول A2A اختصارا لـ (بالإنجليزية: Agent2Agent)‏ هو بروتوكول مفتوح من طورته جوجل، يهدف لتمكين التواصل والتعاون المباشر بين وكلاء الذكاء الاصطناعي، وتبادل المعلومات وتنفيذ المهام بشكل مشترك. 